# Amtsgericht Pfirt

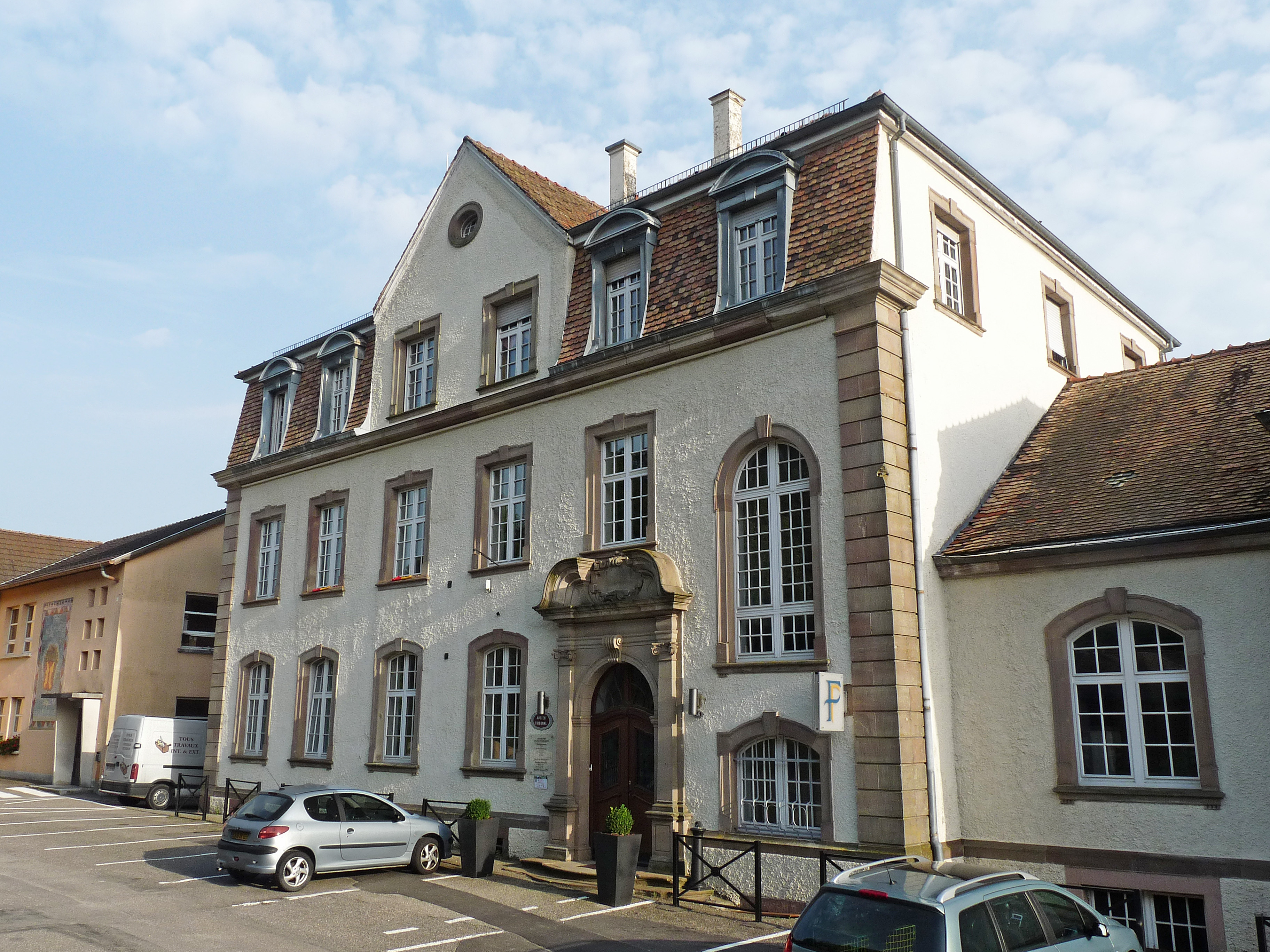
Gerichtsgebäude

Das Amtsgericht Pfirt war ein deutsches Amtsgericht mit Sitz in Pfirt in den Jahren 1879 bis 1918.

## Geschichte
Pfirt war Sitz eines französischen Friedensgerichts. Nach der Abtretung Elsass-Lothringens im Frieden von Frankfurt an das Deutsche Reich 1871 wurde die Gerichtsstruktur mit dem Gesetz, betreffend Abänderung der Gerichtsverfassung vom 14. Juli 1871 und der Ausführungsbestimmung hierzu vom gleichen Tag neu geregelt. Dabei wurden die Friedensgerichte beibehalten.
Im Rahmen der Reichsjustizgesetze wurden 1879 die Friedensgerichte im Reichsland Elsass-Lothringen aufgehoben und Amtsgerichte gebildet. Das Amtsgericht Pfirt war dem Landgericht Mülhausen nachgeordnet.
Am Gericht bestand 1880 eine Richterstelle. Das Amtsgericht war ein kleines Amtsgericht im Landgerichtsbezirk.
Der Gerichtsbezirk umfasste 1895 den Kanton Pfirt mit 210 Quadratkilometern und 11.882 Einwohnern und 31 Gemeinden.
Mit der Verordnung des Statthalters, betreffend die auswärtigen Gerichtstage der Amtsgerichte vom 4. Dezember 1903 wurde festgelegt, dass das Amtsgericht Pfirt Gerichtstage in Oltingen für die Gemeinden Bettlach, Biederthal, Fislis, Linsdorf, Lutter, Oltingen, Rädersdorf und Wolschweiler abhalten sollte.
Mit der Verordnung über den Sitz und die Bezirke der Amtsgerichte vom 3. April 1909 gingen die Gemeinden Mittelmüspach, Niedermüspach und Obermüspach aus dem Sprengel des Amtsgerichts Pfirt in den Sprengel des Amtsgerichts Hirsingen über.
Nach der Abtretung Elsass-Lothringens an Frankreich nach dem Ersten Weltkrieg wurde das Amtsgericht Pfirt als „Tribunal cantonal Ferrette“ weitergeführt. Im Zweiten Weltkrieg wurde 1940 von der deutschen Besatzungsmacht die vorgefundene Gerichtsstruktur unter Verwendung deutscher Ortsnamen und Behördenbezeichnungen, hier also wieder als Amtsgericht Pfirt, fortgeführt.

## Gerichtsgebäude
Das Gerichtsgebäude trägt die heutige Adresse 46 rue du Château.